# Серджу Челибидаке
Серджу Челибидаке (на румънски: Sergiu Celibidache) е румънски симфоничен диригент, който през по-голямата част от живота си живее и работи в Германия. Член на Румънската академия, почетен гражданин на Мюнхен.

## Биография
Детството и младостта си прекарва в Румъния, където получава основното си музикално образование. Изучава математика и философия в Букурещ, но основният му интерес си остава в областта на музиката. Музикалното си образование продължава в Берлин, оттогава датира и доживотното му увлечение по дзен-будизма. Играе професионално футбол в Рапид Букурещ.
През 1946 година, по време на денацификацията, от поста титулярен диригент на Берлинската Филхармония е отстранен музикалният кумир и учител на Челибидаке – Вилхелм Фуртвенглер. Челибидаке заема неговото място и е главен диригент на този знаменит симфоничен оркестър до 1952 година, когато Фуртвенглер отново поема диригентската палка, а Челибидаке е негов помощник.
След смъртта на Фуртвенглер, за негов приемник обаче е избран не Челибидаке, а младият тогава Херберт фон Караян. Оттогава датира личната и концептуална вражда между двамата. Челибидаке демонстративно отказва да дирижира в Берлин и Виена, но има многобройни гастроли в скандинавските страни, Италия, САЩ и др. Принципната вражда Челибидаке-Караян и до днес се поддържа от техните многобройни последователи.
През кариерата си Челибидаке е бил главен диригент на Лондонската филхармония (1962 – 1963 и 1977), Оркестъра на Радиото в Стокхолм, Оркестъра на Радиото в Щутгарт – от 1972), Оркестъра на Френското национално радио (от 1975), а от 1979 година е главен диригент на Мюнхенската филхармония, където работи до края на живота си. Води активна преподавателска дейност. Автор е на няколко симфонични творби, които са малко известни на широката публика. При огромен успех преминава концертът му в България през 1993 година.
Прочут интерпретатор на творбите на Франц Шуберт, Йоханес Брамс, Ектор Берлиоз, Густав Малер и най-вече на Антон Брукнер. (Изпъленията на произведения от Брукнер под ръководството Челибидаке са прочути с тяхната голяма продължителност, достигаща понякога четири трети от тази при други негови колеги.) Симфониите на Лудвиг ван Бетховен, изпълнени под негово ръководство, приживе не се радват на добро приемане от страна на публиката, но днес интересът към тях се засилва.
Челибидаке категорично отказва да прави студийни записи, както и да бъдат издавани записите на неговите концерти. Няколко години след смъртта му обаче неговите наследници, с оглед предотвратяването на пиратското разпространение на някои от тях, а и по чисто комерсиални причини, разрешават на компании като „Сони мюзик“, ЕМИ, „Дойче грамофон“, да издадат съхраненото от творчеството на диригента.

## Награди
- Награда Сонинг, 1970 г.